# Pettyes fogasfürj

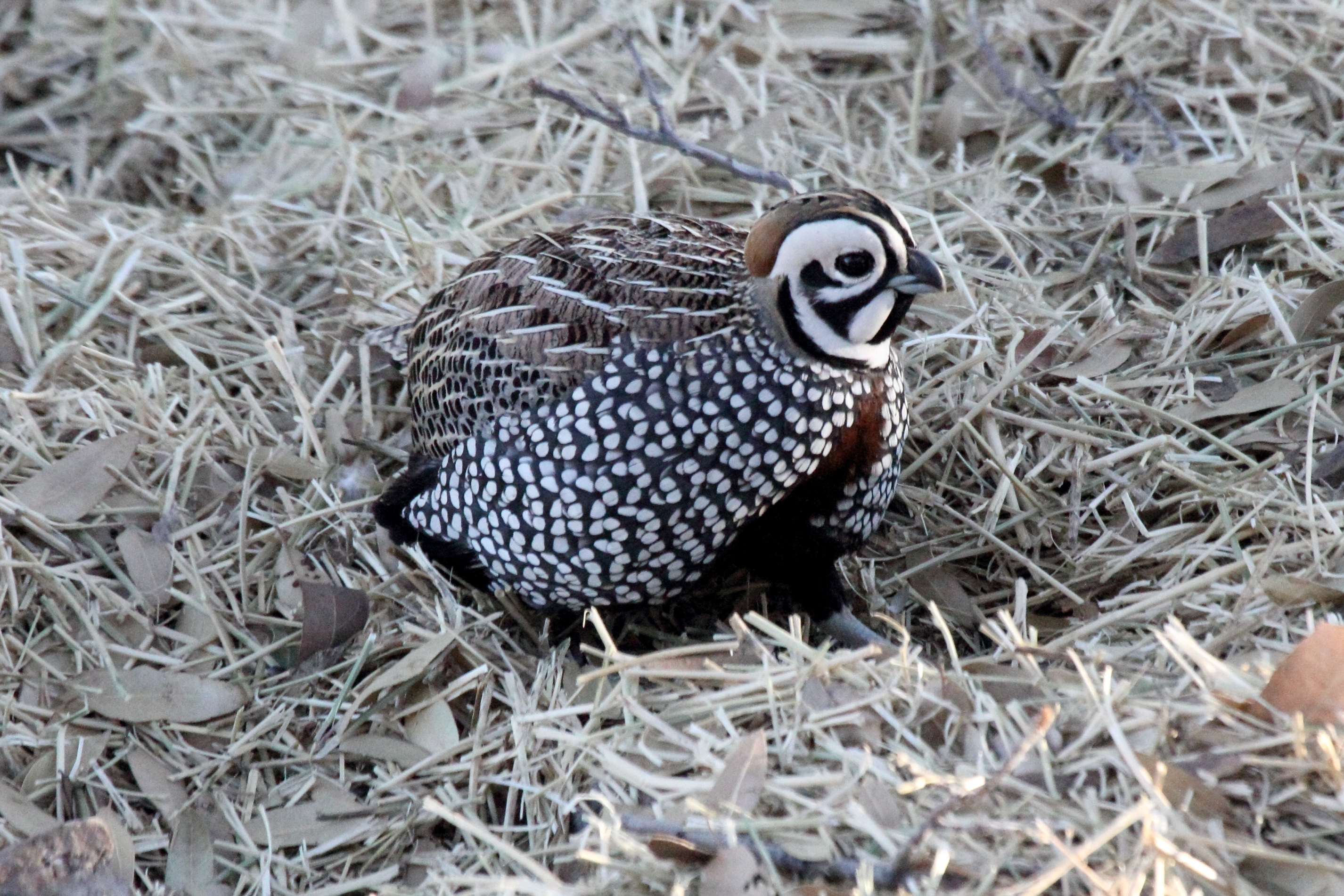

A pettyes fogasfürj (Cyrtonyx montezumae) a madarak osztályának tyúkalakúak (Galliformes) rendjébe és a fogasfürjfélék (Odontophoridae) családjába tartozó faj.
Tudományos nevét II. Montezuma azték uralkodó tiszteletére kapta.

## Előfordulása
Az Amerikai Egyesült Államok délnyugati és Mexikó déli erdőségeinek és hegyvidékeinek madara.

## Alfajai
- Cyrtonyx montezumae mearnsi Nelson, 1900
- Cyrtonyx montezumae merriami Nelson, 1897
- Cyrtonyx montezumae montezumae (Vigors, 1830)
- Cyrtonyx montezumae rowleyi A. R. Phillips, 1966
- Cyrtonyx montezumae sallei J. Verreaux, 1859

## Megjelenése
Testhossza 22 cm, testtömege 180 gramm. Feje tetején vastag kontyot visel. Fején és nyakán fehér és fekete sávok, foltok vannak. Hátrésze világosbarna sötétebb mintázattal. Melle és hasa, sötét alapon fehér pöttyös. Testalja fekete. A tojó kevésbé tarka, a barna szín dominál.

## Életmódja
A pettyes fogasfürj a fenyő- és tölgyerdőket kedveli.
A földön keresi magokból, rovarokból és lárvákból álló táplálékát. Kisebb csapatokban élnek, megzavarása esetén lelapul a földre.

## Szaporodása
Nyáron a csoportok párokra szakadnak és a talajra készítik fűvel bélelt fészküket. Fészekalja 10-11 tojásból áll, melyen 25 napig kotlik.